# Autorisation de mise sur le marché
Pour les articles homonymes, voir AMM.
Cet article concerne la mise sur le marché de produits médicaux. Pour la mise sur le marché de produits destinés à l'agriculture, voir Mise sur le marché d'un produit phytopharmaceutique et Autorisation d'un produit phytopharmaceutique.
L'autorisation de mise sur le marché (AMM) est l'accord donné à un titulaire des droits d’exploitation d’un médicament fabriqué industriellement pour qu’il puisse le commercialiser. Cette procédure existe tant en médecine humaine qu'en médecine vétérinaire.
Lorsqu'un laboratoire pharmaceutique désire mettre en vente un produit de santé — médicament, produit d'analyse, etc. —, il doit présenter un dossier auprès de l'autorité compétente concernée. L’AMM est délivrée soit par les autorités nationales compétentes (telles que l'Agence nationale de sécurité du médicament et des produits de santé (ANSM) en France pour les médicaments à usage humain ou l'Agence nationale de sécurité sanitaire de l'alimentation, de l'environnement et du travail (ANSES) en France pour ceux à usage vétérinaire, l'Agence fédérale des médicaments et des produits de santé (AFMPS) pour la Belgique, Swissmedic  pour la Suisse) en cas de procédure nationale ou de reconnaissance mutuelle, soit par l'Agence européenne des médicaments (EMA) en cas de procédure centralisée (médicaments à usage humain et aussi à usage vétérinaire). Aux États-Unis, les demandes sont à formuler auprès de la Food and Drug Administration (FDA).
Pour chaque indication, on évaluera son efficacité thérapeutique mise en regard du médicament et de la maladie. Ceci est généralement désigné par « rapport bénéfice/risque ». 
Un retrait d'AMM peut être demandé en cas de découverte d'effets indésirables à long terme dans le cadre d'une pharmacovigilance qui entraîneraient une balance bénéfice-risque défavorable. 

## Dossier d'AMM
Le médicament « candidat » à l'obtention d'une AMM est examiné à partir d'un dossier de demande d'autorisation de mise sur le marché. Aujourd'hui, ce dossier est rédigé dans un format standardisé : le format CTD (« Common Technical Document »). Ce format est utilisé en Europe, au Maroc, aux États-Unis et au Japon. Les pays d'Asie utilisent un type de dossier différent : l'ASEAN CTD.
Dans le format CTD, les informations sont organisées en cinq parties :
- module 1 : informations administratives ;
- module 2 : « résumés » des modules 3, 4 et 5 ;
- module 3 : documents sur les propriétés chimiques (et/ou biologiques) du médicament, sa fabrication et son contrôle : stabilité, etc.
- module 4 : les informations non-cliniques (ou pré-cliniques), c'est-à-dire chez l'animal ;
- module 5 : les informations cliniques, c'est-à-dire chez l'Homme.

Un dossier pour une nouvelle molécule comporte des milliers de pages. Il décrit à la fois la fabrication de la substance active (souvent à partir de documents type Certificat de conformité à la pharmacopée européenne ou « Drug Master File » qui aident à l'évaluation de la substance), la fabrication du produit fini, les essais cliniques et non-cliniques.
Le dossier peut être abrégé lorsqu'il s'agit d'un médicament générique, d'un médicament « d'usage médical bien établi »[réf. nécessaire]. Certaines informations ne sont alors pas requises (principalement les études cliniques remplacées par des études de bio-équivalence).

## Europe
La procédure d'obtention de l'AMM est particulière en Europe.
La procédure classique s'effectue suivant l'une des modalités suivantes :
- la procédure est dite « centralisée » lorsque l'AMM est accordée par la Commission européenne après avis de la Commission d'autorisation de mise sur le marché européenne (Agence européenne du médicament ou EMA). L'AMM est alors accordée à tous les États membres. Cette procédure est obligatoire pour les produits innovants, tels que les anticancéreux ;
- la procédure est nationale lorsque l'AMM est octroyée par l'Agence du médicament d'un État, et n'est valable qu'à l'intérieur de cet État. En France, l'AMM est délivrée par le Directeur Général de l'Agence nationale de sécurité du médicament et des produits de santé (ANSM);
- la « procédure par reconnaissance mutuelle » (RPM, ou MRP en anglais) permet d'octroyer une AMM à certains États choisis par le demandeur, après l'octroi d'une AMM initiale par l'un des États membres ;
- la « procédure décentralisée » est identique à la procédure de reconnaissance mutuelle hormis le fait qu'aucun des États choisis n'a délivré une AMM initiale : l'évaluation est d'emblée partagée entre les États.

Un État qui refuse de reconnaître les décisions d'un autre État doit motiver son refus, pour ne pas gêner la libre circulation des marchandises. Ainsi, les procédures par reconnaissance mutuelle et décentralisée offrent aux firmes pharmaceutiques une alternative intéressante à la procédure centralisée.

Une fois l'autorisation obtenue, elle reçoit un numéro appelé différemment selon les pays.
À la procédure classique de l'octroi d'une AMM, telle que décrite précédemment, existent des dérogations qui permettent une commercialisation plus rapide des médicaments. Il s'agit de :
- l'AMM conditionnelle : valide seulement un an au lieu de cinq. Elle n'est accordée que si le bénéfice est supérieur au risque, que le médicament répond à des besoins médicaux non satisfaits, et que les bénéfices pour la santé publique l'emportent sur le risque lié à une incertitude du fait d'une évaluation incomplète du médicament. Elle peut être renouvelée si un rapport intermédiaire est fourni par la firme pharmaceutique ;
- l'AMM pour circonstances exceptionnelles. Une AMM peut être octroyée de façon exceptionnelle, réévaluable chaque année, lorsque le dossier d'évaluation du médicament n'est pas complet ;
- l'AMM accélérée. La procédure d'évaluation est accélérée (150 jours au lieu de 210 jours) lorsqu'un médicament présente un intérêt majeur du point de vue de la santé publique ;
- l'autorisation temporaire d'utilisation. Il s'agit de la possibilité, en France, d'utiliser un médicament qui ne dispose pas d'une AMM française ou européenne, afin de traiter des maladies graves ou rares qui ne disposent pas de traitement adéquat. L'ATU peut être accordée pour un patient particulier, ou pour un groupe de patients. La firme pharmaceutique doit justifier l'efficacité présumée du médicament dont l'évaluation est insuffisante, et s'engager à déposer une AMM dans un délai fixé. Cette procédure est désormais également disponible au niveau européen, délivrée par l'EMA.

### France
En France, l’AMM est un préalable à toute mise sur le marché d’un médicament depuis 1941.
L'AMM est accompagnée de trois « annexes » :
- le résumé des caractéristiques du produit (RCP)[3], précisant notamment la dénomination du médicament, la composition qualitative et quantitative, la forme pharmaceutique[4], le RCP synthétise les informations sur les indications thérapeutiques, contre-indications, modalités d’utilisation (la posologie, la voie d’administration) et la population cible (par exemple, adultes à l’exclusion des enfants ou femmes enceintes) et les effets indésirables d’un médicament. Les RCP sont consultables notamment dans le dictionnaire Vidal qui répertorie l'ensemble des médicaments commercialisés en France, sur le Répertoire des Spécialités Pharmaceutiques[5], sur le site de l'EMA[6] ou de la Commission européenne pour les médicaments enregistrés en procédure centralisée[7] ;
- la notice destinée au patient : elle présente l'essentiel des informations du RCP dans un vocabulaire plus accessible ;
- l'étiquetage et le conditionnement.

Effets de l'obtention de l'AMM : en cas de commercialisation, en France, le titulaire doit communiquer les dates de commercialisation des présentations concernées à l'ANSM. Certaines données constituant les dossiers de l'AMM sont protégées pendant 10 ans.
Une spécialité pharmaceutique peut être commercialisée sous différentes présentations, selon la taille ou la contenance du conditionnement (il est possible que toutes les présentations ne soient pas en vente). Chacune de ces présentations est identifiée par un Code d'Identification de la Présentation (CIP) que l'on retrouve sur la boîte après la mention « médicament autorisé » et aussi sur le code barre (code à 13 chiffres depuis 2009, anciennement à 7 chiffres).
Par exemple, le Doliprane 500 mg, comprimé, est enregistré en boîte de 10, 12, 16, 20 et 100 pour les hôpitaux. Chaque présentation a donc son code CIP : 323 202-4 pour la boîte de 10, 321 816-5 pour celle de 12, etc.
L'agence du médicament (ANSM) délivre aussi au médicament un Code d'Identification de la Spécialité (CIS) composé de 8 chiffres, selon un format - --- --- -.
par exemple, 6 336 833 2 est le code CIS du Doliprane 500 mg, comprimé (paracétamol).
Les deux codifications devraient cohabiter jusqu'en 2012.

### Belgique
En Belgique, lorsque le médicament est autorisé, il reçoit un numéro de licence composé comme suit :
<Licence de la firme pharmaceutique><Code spécialité><Numéro du médicament pour cette firme>F<Code de la forme>
- la licence identifie le laboratoire pharmaceutique (par exemple 243) ;
- le Code spécialité : S si le médicament est conditionné en Belgique, IS s'il est importé ;
- le numéro de la spécialité est un simple numéro d'ordre (ce numéro change si le médicament existe sous différents conditionnements, par exemple en blister et en flacon) ;
- la lettre F signifie « forme » ;
- le code forme indique de quelle forme pharmaceutique :
  - F0 = poudre, granulé, cigarette, paillette,
  - F1 = pilule, granule,
  - F2 = pastille, tablette,
  - F3 = comprimé, dragée
  - F4 = cachet, pulvules,
  - F5 = capsule, gélule,
  - F6 = suppositoire, ovule, bougie, crayon,
  - F7 = onguent, pommade, crème, pâte, gel, cérat, liniment,
  - F8 = sirops, émulsions,
  - F9 = extrait, teinture, essence,
  - F10 = thé, tisane
  - F11 = solution non injectable, solutés, baumes
  - F12 = solution injectable
  - F13 = collyre, pommade ophtalmique, lotion ophtalmique,
  - F14 = comprimé pour implant
  - F15 = emplâtre
  - F16 = produit stérile (pansement, compresse, etc.)
  - F17 = vaccin, sérum, anatoxine, antigène
  - F18 = matériel stérile pour transfusion sanguine, perfusion, injection ou drainage, matériel de substitution ou de prothèse interne.

Par exemple, 779 IS 52 F3 désigne le Nurofen smelt 200 mg (ibuprofène) enregistré par Boots Healthcare (numéro 779), c'est le 52e médicament enregistré par ce laboratoire, c'est un comprimé (d'où le code F3) et c'est un médicament importé (code IS, car fabriqué en France).

## Champs d'application
Certain médicaments homéopathiques sont soumis à enregistrement.
Les produits thérapeutiques annexes (PTA) sont soumis à une procédure particulière. Pour l'essentiel, cette catégorie de produits comprend des milieux de conservation de greffons (tissus, organes), des milieux utilisés dans le cadre de la fécondation in vitro, ou des milieux utilisés au cours de la préparation de produits de thérapie cellulaire.

## Renouvellement
L'AMM doit être renouvelée. Depuis 2008 en France, à la suite d'une directive européenne, il n'y a plus qu'un renouvellement unique cinq ans après l'enregistrement initial. L'AMM est ensuite valable sans limitation de durée, sauf si l'ANSM demande au laboratoire d'accomplir un renouvellement à titre exceptionnel (à la suite d'un problème de pharmacovigilance par exemple). [réf. souhaitée]
La demande de renouvellement est l'occasion de faire un point sur l'innocuité du médicament grâce aux données de pharmacovigilance : la compilation de l'ensemble des effets secondaires déclarés depuis le début de la commercialisation du médicament est fournie aux autorités dans un document appelé « Periodic Safety Update Report » (PSUR). Au vu de ces données, les autorités de santé peuvent décider de retirer le médicament, de modifier l'information médicale (RCP, notice) ou de ne rien faire si les données ne montrent aucun effet indésirable grave nouveau. Le laboratoire doit également fournir un rappel de toutes les variations intervenues depuis l'enregistrement. 
Aujourd'hui, il n'y a plus qu'un seul renouvellement mais un PSUR doit toujours être fourni tous les trois ans ou sur demande des autorités.
Les autorités suisses d’enregistrement valorisent la recherche pédiatrique en octroyant une prolongation du brevet de cinq ans si la demande d’AMM comprend une étude clinique pédiatrique bien menée.

## Caducité de l'AMM
En Europe, une nouvelle règle apparue en 2005 fait que l'AMM est annulée si le médicament n'est pas commercialisé pendant 3 ans. Elle est appelée « sunset clause ». Cette loi est intégrée au Droit français depuis 2008. [réf. souhaitée]

## Retrait ou suspension de l'AMM
En France, l'article R. 5121-47 du Code de la Santé Publique prévoit que l'AMM peut être retirée ou suspendue à tout moment.
Il se peut qu'un médicament soit retiré du marché. Soit directement par le laboratoire, soit à la demande des autorités de santé lorsque apparaît un problème sérieux. 
Les autorités de santé peuvent refuser un retrait de marché économique si le médicament est le dernier dans le traitement d'une maladie.
Les raisons du retrait du marché peuvent être diverses :
- raisons de santé ; effet secondaire indésirable majeur, non-respect des règles de fabrication, etc.
- raisons économiques ; apparition de génériques, apparition de molécules plus efficaces, faillite du laboratoire, etc.

## Autorisation temporaire d'utilisation
En France, les autorisations temporaires d’utilisation dites ATU permettent d’effectuer des prescriptions hors AMM dans des situations prévues par la loi ; deux cas de figure sont prévus pour autoriser un usage dit « compassionnel » du médicament : l’ATU dite de « cohorte » ou « pré-AMM » et l'ATU dite nominative. Ces deux types d'ATU sont délivrées par l'ANSM après examen d'un dossier de demande du laboratoire (ATU de cohorte) ou à la suite de la demande d'un prescripteur (ATU nominative ou usage compassionnel à titre individuel).

## Recommandation temporaire d’utilisation
Une recommandation temporaire d’utilisation (RTU) est un dispositif d’encadrement transitoire (inférieur 3 ans) qui permet, en France, l'utilisation de certains médicaments en dehors de leur AMM.

## Cas des génériques: bioéquivalence
Les médicaments génériques sont des « copies » autorisées de médicaments, dits princeps, dont le brevet est échu ou qui n'ont pas été brevetés. Ils doivent être bioéquivalents au médicament princeps.
Le dossier d'AMM requis par l'ANSM pour l'enregistrement de cette copie est facilité par rapport à celui du produit original (dispense d'études pharmaco-toxico-cliniques).

## Médicaments biosimilaires
Les médicaments biosimilaires sont des copies de médicaments pour lesquels des êtres vivants sont utilisés lors de la fabrication (bactéries ou levures obtenues par génie génétique par exemple). On parle de biosimilaire plutôt que de biogénérique car la reproduction exacte du médicament vivant est techniquement impossible. 
Pour ces médicaments, l'AMM est délivrée sur la base d'une équivalence de résultats thérapeutiques et non pas uniquement sur la base de la bioéquivalence comme pour les génériques traditionnels. La démonstration de la similarité nécessite donc de nouveaux essais précliniques et cliniques.

## Prescription hors AMM (off-label)
Toute prescription de médicaments qui ne correspond pas à l’indication reconnue par les autorités d’enregistrement selon l’autorisation de mise sur le marché (AMM) est dite hors AMM ou off-label. La prescription off-label est légale, mais engage la responsabilité du médecin prescripteur qui devra, s'il y a lieu, prouver avoir respecté les "données acquises de la science" et avoir eu recours à un traitement « reconnu » dans cette indication hors AMM. Plus qu'à l'ordinaire, le médecin devra s'assurer de l'information éclairée du patient, concernant les risques d'une part mais aussi le non-remboursement du médicament (cas général). La prescription hors AMM dans une indication reconnue ne protège néanmoins pas le médecin prescripteur de toute poursuite. À l'inverse, dans certains cas il pourrait être fait grief au praticien de ne pas avoir prescrit hors AMM. La responsabilité du pharmacien ayant délivré le produit et de l'infirmière l’ayant administré est aussi engagée.
L'initiative de la prescription hors AMM peut être le fait du patient lui-même — qui demande un médicament recommandé par un proche, ou encore dans le cas de situations où les traitements homologués font défaut… —, du médecin prescripteur ou encore du fabricant (promotion hors AMM).
Un médecin peut être amené à prescrire hors AMM dans le cas de populations pour lesquelles les études cliniques font notoirement défaut — en pédiatrie de façon générale, dans le cas de maladie orphelines, dans le cas de personnes affectées de poly-pathologies comme c'est fréquemment le cas dans les populations âgées… Il peut s'appuyer ce faisant sur des recommandations. Il peut aussi parfois anticiper une AMM en cours d'homologation.
Les prescriptions hors AMM sont fréquentes - elles représenteraient de 15 à 20 % de la totalité des prescriptions. Dans le domaine pédiatrique, c'est une pratique notoire : le manque de médicaments adaptés aux enfants en ce qui concerne les pathologies courantes autant que celles plus rares conduit les médecins à prescrire des spécialités pharmaceutiques n’ayant pas obtenu d’autorisation de mise sur le marché ni le label pédiatrique. Ainsi,en 1998, seulement 16 % des spécialités pharmaceutiques mises sur le marché en France comportaient des indications pédiatriques. En Suisse, en 2007, la prescription hors AMM était estimée à 50-60 % en pédiatrie.
Le Viagra offre l'exemple d'un médicament qui a connu une utilisation fort éloignée de l'indication initialement mentionnée dans l'AMM : homologué afin de traiter l'angine de poitrine, on s'est aperçu depuis qu'il pouvait être également utile pour traiter les dysfonctions érectiles et l'hypertension pulmonaire.  Dans ces deux usages, il s'agit d'une utilisation hors AMM[réf. nécessaire].
Il n'est pas rare qu'un médicament soit plus prescrit hors AMM que dans le cadre des indications pour lesquelles il a obtenu cette autorisation. Ainsi de la Thalidomide : autorisée pour le traitement de la lèpre, elle est utilisée bien plus souvent dans le traitement de certaines formes de cancer ou de sida. D'ailleurs, aux États-Unis, la plupart des médicaments utilisés dans le traitement du sida et du cancer sont utilisés hors des préconisations de la FDA.
Si certains professionnels de la santé, notamment aux États-Unis, s'appuyant sur ce constat, réclament un assouplissement des règles d'enregistrement, d'autres en soulignent les dangers en faisant remarquer que ces prescriptions off-label sont souvent pratiquées alors que des études cliniques contrôlées manquent pour prouver l’efficacité et la sécurité du médicament dans le nouveau contexte comme ce fut le cas par exemple pour les neuroleptiques.